# Foucaucourt-en-Santerre
Foucaucourt-en-Santerre település Franciaországban, Somme megyében. Lakosainak száma 233 fő (2022. január 1.). Foucaucourt-en-Santerre Chuignes, Fay, Fontaine-lès-Cappy, Herleville, Soyécourt és Vermandovillers községekkel határos.

## Népesség
A település népességének változása:
| Lakosok száma | 283  | 282  | 268  | 256  | 244  | 240  | 238  | 233  |
|               | 2013 | 2015 | 2017 | 2018 | 2019 | 2020 | 2021 | 2022 |